# ヴィルベルヴィント
ヴィルベルヴィント（Wirbelwind）は、第二次世界大戦時のドイツ国防軍の対空戦車。正式名称はIV号対空戦車ヴィルベルヴィント（Flakpanzer IV Wirbelwind）。制式番号はSd.Kfz.161/4。"Wirbelwind"とは、ドイツ語で「つむじ風」を意味する。

## 概要
IV号戦車の車体を流用した対空戦車であり、戦車部隊に対する敵機の攻撃に対抗するためドイツ軍がオストバウ社に制作を依頼したもの。メーベルワーゲンの不足を補うため、また、メーベルワーゲンより確実に乗員を防護できる対空戦車が望まれての発注だった。
主兵装として2cm Flakvierling38を裝備している。2cm Flakvierling38は、低空で侵入する襲撃機や戦闘爆撃機に対してはそれなりに有効ではあったが、射程・威力ともに不足がちであり、より高空の敵に対しては威嚇程度にしかならなかった。
IV号戦車の車体には手を加えず砲塔だけを載せ換えるだけなので生産性は悪くなかったはずだが、新規生産ではなく修理に戻ってきたIV号戦車からの改造であったため、総生産数は84両（122両との説もある）に終わっている。
対空戦車は、高速の航空機を追尾するために、高い砲塔旋回速度が要求される。そのため、IV号戦車G・H型がベースの場合、元々あった砲塔旋回モーターと補助発電機を撤去し（元のIV号戦車の砲塔は、電動手動両用旋回方式である）、その代わりに、新たに油圧旋回機構を搭載している（ヴィルベルヴィントが手動旋回方式であるとする、従来の説は誤りである）。それにより、1周にかかる時間はわずか6秒である。しかし、それでも、接近する敵航空機を追尾できないことも多かった。
砲塔には砲手1名と装填手2名の計3名が収容できるだけで、指揮観測を行う分隊長が入る余地がなく、本車の脇に立つこととなり、戦闘中の連絡がやりにくいため、メーベルワーゲンよりも非能率的である。

## 構造

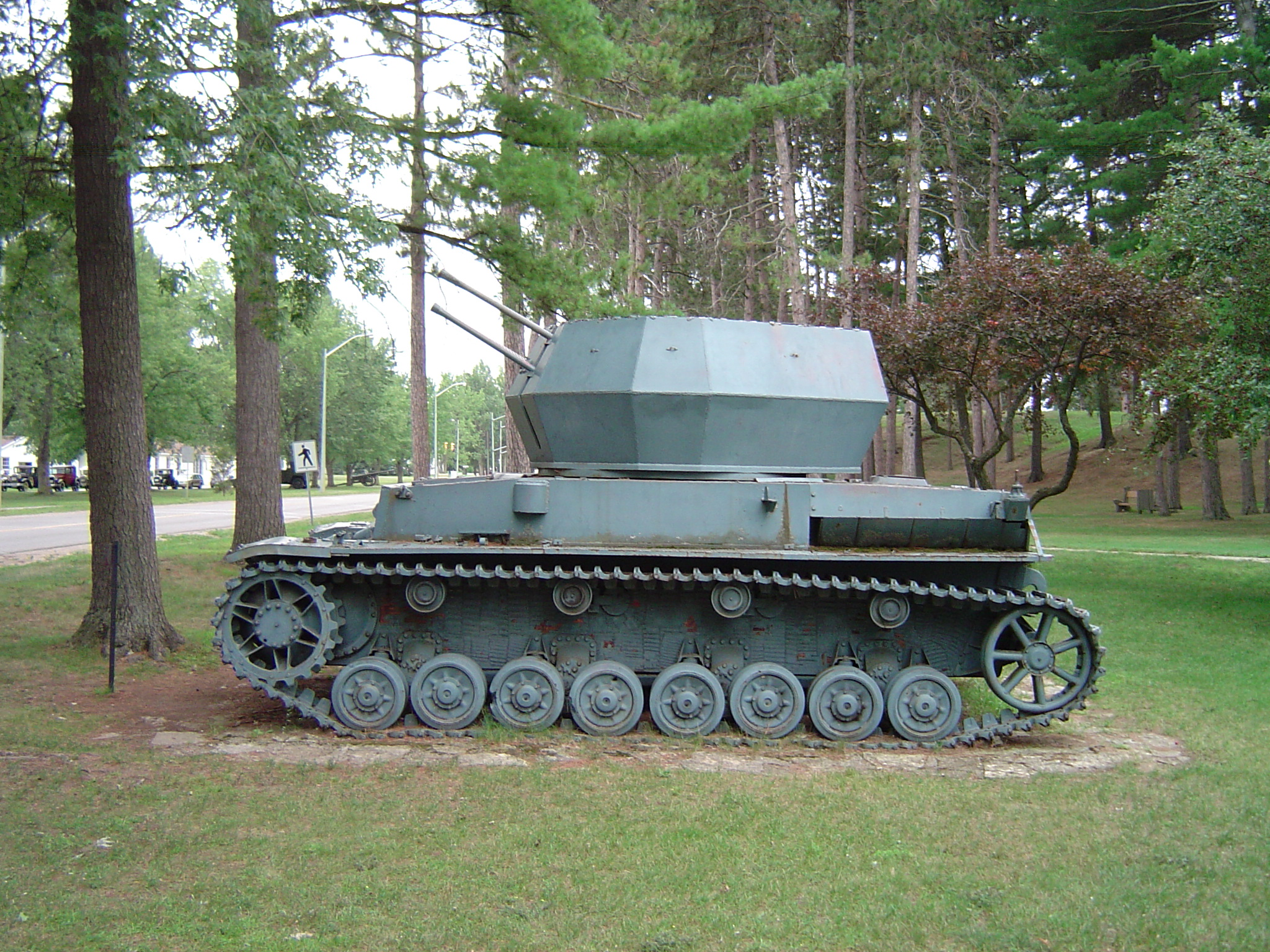
ヴィルベルヴィント（側面）

砲塔は九角形で天井の開いたものである。16mmの鋼板を溶接して組まれており、IV号戦車用の砲塔リングにおさまるよう設計されている。砲塔前面装甲には、砲身を上下させるための切り欠きがあり、照準器用の小さなハッチがある。飛び込んでくる弾片の防御のために、砲塔内部にはこの切り欠きに沿ってシールドがつけられている。砲塔内は狭く、後部に車長兼砲手1名、砲塔の右と左に装填手を乗せる。天井は開放されていたが砲手の観測しうる周囲の視界は限定されている。このため、指揮観測を行う分隊長が必要であったが、前述のとおり分隊長の入る余地がなかったため、しばしば機関室の上に立って指揮を執った。
主砲は2cm Flakvierling38である。砲は360度旋回可能であり、俯仰は-10度から+100度まで可能。弾薬は榴弾と徹甲弾合わせて3,200発を携行する。
車体はIV号戦車のものがそのまま使用されている。車体機銃を始めとしてほぼIV号戦車そのままの状態だが、砲塔旋回用の補助エンジンとその排気管は廃止されており、車体後部左右には2cm Flakvierling38の予備銃身収納箱が追加されている。

## 派生型
2cm Flakvierling38では射程・威力ともに不足と判断されたため、後継として主砲に航空機関砲（MK 103 機関砲）を転用し2cm Flakvierling38の砲架に載せ、威力・射程とも大幅に勝る4連裝30mm機関砲（3cm Flakvierling103/38）に換裝したツェルシュテーラー45（Zerstörer 45, 45式対空駆逐車）が製作されたが、僅か1両のみの試作で終わった。
なお、45式対空駆逐車が量産されていれば、III号戦車の車体に2cm Flakvierling38砲塔（ヴィルベルヴィントが元々搭載していたもの）を流用して搭載した対空戦車が製作される予定であったとされる。

## 実戦
1944年12月18日午後、アルデンヌに投入されたパイパー戦闘団はアンブレーヴ川を渡河しようと前進しており、シェヌーの橋を目指していた。周囲の状況は山道で、右側は上方へ険しくそびえる岸壁に面し、左側は急峻な谷だった。機動戦闘のための十分な余地はなく、パイパー戦闘団の62両の車両が細く長い山道を縦隊で行進せざるを得なかった。縦隊は2kmにおよんだ。この不利な状況下で16機のP-47 サンダーボルトが来襲した。
路上に遮蔽物は無く、逃げ出す余地もなかった。乗員はハッチから逃げ出し、車両の下に逃げ込んだ。P-47は機銃掃射と爆撃で縦列を攻撃した。戦闘団の持つ有効な対空戦力は2両のヴィルベルヴィントだけであり、あとは車載の機関銃で応戦するほかはなかった。
ヴィルベルヴィントの車長は状況を的確に判断し、敵機の撃墜よりは敵機の侵入経路を妨害することに集中した。ヴィルベルヴィントにとっては敵が多すぎ、撃墜するほど射撃を集中し続けるのが難しかった。一方、P-47側は爆撃または機銃掃射に入るためにある程度の時間、直線飛行を保つ必要があったが、ヴィルベルヴィントはそのコースを邪魔し続けた。8門の2cm Flakvierling38がブラストを噴いて炸裂弾を撃ち出すさまは壮観であったと伝えられる。
16機のP-47は30分に渡って攻撃を続け、戦車兵や歩兵が負傷して倒れたが、縦隊に決定的な損害を与えることはできなかった。対するヴィルベルヴィントは1機を撃墜した。パイパーSS中佐は、この対空戦車の働きを賞賛した。
アメリカ側の戦果判定では車両88両を撃破、うち32両の戦車を破壊というものであった。実数は車両12両撃破、うち戦車2両であった（空中における戦果判定は概して難しく、速度数百kmという高速で飛び、攻撃を回避または攻撃を加えるための急激な機動を行いつつ、目標の状況を確かめねばならない。目視に要する時間的余裕は乏しく、また、戦闘中の乗員は極度の興奮状態にある。こうした背景から戦果判定は2倍・3倍という過大なものになりがちであった）。